# Ṳ̊
Cette page contient des caractères spéciaux ou non latins. S’ils s’affichent mal (▯, ?, etc.), consultez la page d’aide Unicode.
Ṳ̊ (minuscule : ṳ̊), appelé U tréma souscrit rond en chef, est un graphème et une lettre additionnelle de l’alphabet latin utilisée en hakka écrit avec le pha̍k-fa-sṳ. Elle est composée d’un U, d’un tréma souscrit et d’un rond en chef.

## Représentations informatiques
Le U tréma souscrit rond en chef peut être représenté avec les caractères Unicode suivants : 
- précomposé (latin étendu additionnel, diacritiques)[1],[2] :

| formes    | représentations | chaînes de caractères | points de code | descriptions                                                      |
| --------- | --------------- | --------------------- | -------------- | ----------------------------------------------------------------- |
| majuscule | Ṳ̊               | Ṳ◌̊                    | U+1E72 U+030A  | lettre majuscule latine u tréma souscrit diacritique rond en chef |
| minuscule | ṳ̊               | ṳ◌̊                    | U+1E73 U+030A  | lettre minuscule latine u tréma souscrit diacritique rond en chef |

- décomposé et normalisé NFD (latin de base, diacritiques) :

| formes    | représentations | chaînes de caractères | points de code       | descriptions                                                           |
| --------- | --------------- | --------------------- | -------------------- | ---------------------------------------------------------------------- |
| majuscule | Ṳ̊               | U◌̤◌̊                   | U+0055 U+0324 U+030A | lettre majuscule u diacritique tréma souscrit diacritique rond en chef |
| minuscule | ṳ̊               | u◌̤◌̊                   | U+0075 U+0324 030A   | lettre minuscule u diacritique tréma souscrit diacritique rond en chef |